# Categorieën van manuscripten van het Nieuwe Testament
Een manier om de handschriften van het Nieuwe Testament onder te verdelen, is een indeling in vijf categorieën. Deze is in 1981 voorgesteld door Kurt en Barbara Aland van het Institut für neutestamentliche Textforschung van de Westfälische Wilhelms Universiteit in Münster. Zij deden het voorstel in hun boek Der Text des Neuen Testaments.
De aanleiding voor deze indeling in categorieën was het inzicht dat in de beoordeling van tekstverschillen het gewicht van een handschrift niet (uitsluitend) door de ouderdom ervan bepaald zou moeten worden, maar door de kwaliteit van de tekst in het betreffende handschrift. Het onderscheid in kwaliteit wordt bepaald door de aard van de tekstverschillen ten opzichte van andere handschriften. Daarbij geldt als vuistregel: hoe meer oude of oorspronkelijke lezingen een handschrift heeft, hoe hoger de kwaliteit ervan.
Andere tekstcritici hebben kritiek geleverd op de door de Alands voorgestelde categorisering en deze is dan ook niet algemeen aanvaard. Zo is geopperd dat de categorisering te veel gebaseerd is op het onderscheid tussen de Alexandrijnse tekst en de Byzantijnse tekst, terwijl andere teksttypes, met name de Westerse tekst, onvoldoende op waarde geschat zijn. Het uitgangspunt dat de tekstkwaliteit zwaarder weegt dan (uitsluitend) de ouderdom van een handschrift wordt echter breed gedeeld en er is nog geen voorstel gedaan dat op meer instemming kan rekenen.
Vanaf Papyrus 89 en Unciaal 0275 zijn de Papyri en Uncialen nog niet in categorieën geplaatst.

## Categorieën
De vijf categorieën kunnen als volgt omschreven worden.

### Categorie I
In deze categorie zijn de oudste en beste handschriften opgenomen, die de basis vormen voor de standaardtekst van het Nieuwe Testament, het Novum Testamentum Graece, ook wel bekend als de Nestle-Aland-editie. Deze categorie omvat vrijwel alle handschriften tot aan het begin van de vierde eeuw, ongeacht de tekst die zij vertegenwoordigen. Ook handschriften van iets later datum met vrijwel uitsluitend tekstlezingen die tot het Alexandrijnse teksttype behoren, worden tot deze categorie gerekend. Vandaar dat ook enkele latere papyri, teksten in unciaal schrift (hoofdletters) en zelfs een aantal teksten in minuskelschrift (kleine letter) tot deze categorie gerekend worden.
Tot deze categorie worden onder meer de beroemde Codex Sinaiticus en Codex Vaticanus gerekend.

### Categorie II
De handschriften uit deze categorie komen grotendeels overeen met die uit categorie I, maar zij vertonen sporen van vreemde invloeden. Evenals de handschriften in categorie I zijn zij van groot belang bij het vaststellen van de oorspronkelijke tekst.

### Categorie III
Deze categorie bevat handschriften met een eigen karakter, die vooral een belangrijke rol hebben gespeeld in de geschiedenis van de tekstoverlevering van het Nieuwe Testament, maar die van iets minder groot belang zijn in het vaststellen van de oorspronkelijke tekst. Deze categorie omvat onder meer de tekstfamilies f1, f13.

### Categorie IV
Hiertoe behoren de handschriften uit de Westelijke traditie van de tekstoverlevering van het Nieuwe Testament, waarvan Codex Bezae de belangrijkste vertegenwoordiger is.

### Categorie V
Deze categorie omvat de handschriften die (geheel of grotendeels) behoren tot het Byzantijnse teksttype. Deze handschriften komen uit de middeleeuwen en de tekst die zij vertegenwoordigen is dan ook relatief laat. Omdat evenwel de meeste handschriften van het Nieuwe Testament tot het Byzantijnse teksttype behoren, is deze categorie de grootste van de vijf. Voor het bepalen van de oorspronkelijke tekst zijn zij echter van minder groot belang. Van de minuskels zijn verreweg de meeste in deze categorie ingedeeld.

## Overzicht van handschriften per categorie
In de onderstaande tabel worden de handschriften van het Nieuwe Testament opgenomen door vermelding van de standaardafkorting voor het manuscript. In de linkerkolom staan jaartallen. De in de kolommen I-V opgenomen manuscripten zijn rond het in de linkerkolom vermelde jaar geschreven. De Romeinse cijfers I-V verwijzen naar de bovengenoemde categorieën van Handschriften.
De lijst volgt Aland & Aland (zie bibliografie), p. 167-171.
| Periode | Categorie I | Categorie II                                                                                   | Categorie III | Categorie IV | Categorie V |
| ------- | --- | ---------------------------------------------------------------------------------------------- | --- | ------------ | --- |
| 01500   | P52, P90, P104 |                                                                                                | |              | |
| 02000   | P32, P46, P64/67, P66, P77, 0189                                                                                         |                                                                                                | |              | |
| 02500   | P1, P4, P5, P9, P12, P15, P20, P22, P23, P27, P28, P29, P30, P39, P40, P45, P47, P49, P53, P65, P70, P75, P80, P87, 0220 |                                                                                                | 0212 | P48, P69     | |
| 03000   | P13, P16, P18, P37, P72, P78, 0162, P115                                                                                 |                                                                                                | | P38, 0171    | |
| 03500   | P10, P24, P35, 01, 03 | P6, P8, P17, P62, P71, P81, P86, 0185                                                          | P88, 058?, 0169, 0188, 0206, 0207, 0221, 0228, 0231, 0242                                                                                                 |              | |
| 04000   | 057 | P19, P51, P57, P82, P85, 0181, 0270                                                            | P21, P50, 059, 0160, 0176, 0214, 0219 |              | |
| 04500   | 02 (behalve evv), 0254                                                                                                   | P14, 04, 016, 029, 048, 077, 0172, 0173, 0175, 0201, 0240, 0244, 0274                          | 02 (evv), 032, 062, 068, 069, 0163, 0165?, 0166, 0182, 0216, 0217, 0218, 0226, 0227, 0236, 0252, 0261                                                     | 05           | 026, 061 |
| 05000   | | P56, 071, 076, 088, 0232, 0247                                                                 | P54, P63, 072, 0170, 0186, 0213 |              | |
| 05500   | | P33+58, 06, 08, 073, 081, 085, 087, 089, 091, 093 (behalve Hand.), 094, 0184, 0223, 0225, 0245 | P2, P36, P76, P83, P84, 06, 015, 035, 040, 060, 066, 067, 070, 078, 079, 082, 086, 0143, 0147, 0159, 0187, 0198, 0208, 0222, 0237, 0241, 0251, 0260, 0266 |              | 022, 023, 024, 027, 042, 043, 064, 065, 093 (Hand.), 0246, 0253, 0265? |
| 06000   | P26 | P43, P44, P55, 083                                                                             | P3, 0164, 0199 |              | |
| 06500   | P74, 098 | P11, P31, P34, P79, 0102, 0108, 0111, 0204                                                     | P59, P68, 096, 097, 099, 0106, 0107, 0109, 0145, 0167, 0183, 0200, 0209, 0210, 0239, 0259, 0262                                                           |              | 0103, 0104, 0211 |
| 07000   | | P42, P61,                                                                                      | P60 |              | |
| 07500   | | 019, 0101, 0114, 0156, 0205, 0234                                                              | P41, 095, 0126, 0127, 0146, 0148, 0161, 0229, 0233, 0238, 0250, 0256                                                                                      |              | 07, 047, 054?, 0116, 0134 |
| 08000   | | 044 (kath)                                                                                     | 044 (buiten kath) |              | |
| 08500   | 33 (buiten de evv) | 010, 038, 0155, 0271, 33 (evv), 892, 2464                                                      | 012, 025 (behalve Hand., Opb), 037, 050, 0122, 0128, 0130, 0131, 0132, 0150, 0269, 565                                                                    |              | 09, 011, 013, 014, 017, 018, 020, 021, 025 (Hand., Opb), 030, 031, 034, 039, 041, 045, 049, 053?, 063, 0120, 0133, 0135, 0136?, 0151, 0197, 0248, 0255, 0257, 0272, 0273?, 461 |
| 09000   | | 1841                                                                                           | 0115, 1424 |              | 1424, 1841 |
| 09500   | 1739 | 0177, 0243?, 1739, 1891, 2329                                                                  | 051, 075, 0105, 0121a, 0121b, 0140, 0141, 0249, 307, 1582, 1836, 1845, 1874, 1875, 1912, 2110, 2193, 2351                                                 |              | 028, 033, 036, 046, 052, 056, 0142, 1874, 1891 |
| 10500   | 1175, 1243, 2344 | 81, 323, 945, 1006, 1854, 1962, 2298                                                           | 28, 104, 181, 323, 398, 424, 431, 436, 451, 459, 623, 700, 788, 1243, 1448, 1505, 1838, 1846, 1908, 2138, 2147, 2298, 2344, 2596?                         |              | 103, 104, 181, 398, 431, 451, 459, 945, 1006, 1448, 1505, 1846, 1854, 2138, 2147, 2298                                                                                         |
| 11000   | | 256, 1735                                                                                      | 1735, 1910 |              | 256 |
| 11500   | 1241 | 36, 610, 1611, 2050, 2127                                                                      | 1, 36, 88, 94?, 157, 326, 330, 346, 378, 543, 826, 828, 917, 983, 1071, 1241, 1319, 1359, 1542b, 1611, 1718, 1942, 2030, 2412, 2541, 2744                 |              | 1, 180, 189, 330, 378, 610, 911, 917, 1010, 1241, 1319, 1359, 1542b?, 2127, 2541                                                                                               |
| 12000   | |                                                                                                | 1573 |              | 1573 |
| 12500   | 2053, 2062 | 442, 579, 1292, 1852                                                                           | 6, 13, 94, 180, 206, 218, 263, 365, 441, 614, 720, 915, 1398, 1563, 1641, 1852, 2374, 2492, 2516, 2542, 2718?                                             |              | 6, 94?, 180, 206, 218, 263, 365, 597, 720, 1251?, 1292, 1398, 1642, 1852, 2374, 2400, 2492?, 2516                                                                              |
| 13000   | |                                                                                                | 1342 |              | |
| 13500   | 2427 | 1067, 1409, 1506, 1881                                                                         | 5, 209, 254, 429, 453, 621, 629, 630, 1523, 1534, 1678?, 1842, 1877, 2005, 2197, 2200, 2377                                                               |              | 5?, 189, 209, 254, 429, 1067, 1409, 1506, 1523, 1524, 1877, 2200 |
| 14000   | |                                                                                                | 2495 |              | |
| 14500   | | 322                                                                                            | 69, 205, 322, 467, 642, 1751, 1844, 1959, 2523, 2652 |              | 69, 181, 205, 429, 467, 642, 886, 2523, 2623, 2652? |
| 15000   | |                                                                                                | 61, 522, 918, 1704, 1884 |              | 61, 522, 918, 1704 |
| 15500   | |                                                                                                | 849, 2544 (Pls) |              | 2544 (behalve Pls) |